# Bissāu
Bissāu är en ort i Indien.   Den ligger i distriktet Jhunjhunūn och delstaten Rajasthan, i den nordvästra delen av landet, 210 km väster om huvudstaden New Delhi. Bissāu ligger 299 meter över havet och antalet invånare är 22 620.
Terrängen runt Bissāu är mycket platt. Runt Bissāu är det tätbefolkat, med 308 invånare per kvadratkilometer. Närmaste större samhälle är Chūru, 12,4 km nordväst om Bissāu. Trakten runt Bissāu består till största delen av jordbruksmark.